# Tamandaré
Tamandaré este un oraș în Pernambuco (PE), Brazilia.